# Gheorghe Liteanu
Gheorghe Liteanu, romunski general, * 1888, † 1959.